# Cầu Kênh Tẻ

Dốc cầu Kênh Tẻ phía quận 4

Cầu Kênh Tẻ là một cây cầu bắc qua kênh Tẻ, nối Quận 4 với Quận 7, Thành phố Hồ Chí Minh. Cầu kết nối đường Khánh Hội và đường Nguyễn Hữu Thọ, thuộc tuyến đường trục Bắc Nam của thành phố.
Cầu có chiều dài 763 m, được hoàn thành và thông xe vào năm 2004. Tháng 5 năm 2018, Sở Giao thông vận tải TP HCM thông qua dự án nâng cấp, mở rộng cầu từ 15,1 m lên 16,5 m, trong đó chủ yếu mở rộng mặt cầu lên 14 m cho 4 làn xe lưu thông. Công trình có tổng vốn đầu tư là 89,9 tỷ đồng, hoàn thành năm 2019.